# Мацусима, Котаро
Котаро Мацусима (яп. 松島幸太朗, родился 2 февраля 1993 в Претории) — японский регбист южноафриканского происхождения, защитник французского клуба «Клермон Овернь», представляющий Японию на международном уровне. Играет на позициях винга (крыльевого), фуллбэка (замыкающего) и аутсайд-центра (внешнего центрового).

## Карьера

### Шаркс
Мацусима родился в ЮАР, однако среднее образование получил в Йокогаме, в школе Тоин Гакуэн. В 2012 году вернулся в ЮАР и был зачислен в академию регбийного клуба «Шаркс» из Дурбана, став первым японским игроком в клубе. Выступал за команду до 20 лет «Харлекуинс», в 2012 году с командой до 19 лет «Шаркс» дошёл до полуфинала чемпионата провинций ЮАР, занеся три попытки в турнире (в полуфинале его команда проиграла 35:46 клубу «Блю Буллз», несмотря на попытку от Мацусимы). В конце 2012 года был приглашён на сборы сборной ЮАР до 20 лет для подготовки к молодёжному чемпионату мира 2013 года.
В 2013 году в Кубке Vodacom состоялся официальный дебют Мацусимы в составе «Шаркс» матчем против аргентинского клуба «Пампас», и уже через три минуты после выхода он занёс первую попытку, принеся итоговую победу «акулам» 46:31. Он сыграл в четвертьфинале против «Голден Лайонс», однако его команда проиграла 25:42 и выбыла из Кубка. Во второй половине 2013 года он выступал в чемпионате провинций до 21 года за «Шаркс», занёс три попытки в 11 матчах, а с командой дошёл до полуфинала, где она проиграла «Блю Буллз».

### Сантори Санголиат
Перед началом сезона Топ-Лиги 2014/2015 Мацусима перешёл в «Сантори Санголиат». Дебют состоялся в игре против «Кока-Кола Ред Спаркс» (победа 17:13), ещё два матча он провёл против «Кинтэцу Лайнерс» и «НТТ Докомо Ред Харрикейнз». Команда заняла 2-е место в группе B, перейдя в группу 1 и выйдя в плей-офф. В группе 1 он провёл семь матчей на позиции внешнего центрового и занёс четыре попытки (из них две в решающей игре против «Тойота Верблиц», завершившейся победой 40:19), что помогло команде занять 5-е место и выйти в плей-офф благодаря уайлд-кард. По итогам сезона он попал в символическую сборную Топ-Лиги.

### Супер Регби
Мацусима стал игроком австралийского «Уаратаз» перед началом Супер Регби 2015 года, а в сезоне 2016 года он уже представлял «Мельбурн Ребелс». С 2017 года играл за «Санвулвз».

### Сборная Японии
3 мая 2014 года Мацусима дебютировал за сборную Японии в матче Азиатского Кубка пяти наций против Филиппин в Маниле, занеся попытки на 36-й и 71-й минутах встречи (итоговая победа 99:10). В игре против Шри-Ланки он также отметился попыткой (победа 132:10). Попытки он заносил в матчах против Южной Кореи, Самоа, Румынии и Грузии. На чемпионате мира 2015 года отличился в игре против США, занеся уже на 7-й минуте попытку (победа 28:18).
20 сентября 2019 года Мацусима оформил первый японский хет-трик по попыткам, выпавший на матч открытия домашнего чемпионата мира против России (победа 30:10), и получил приз лучшего игрока матча.

## Статистика в Супер Регби
Данные приведены по состоянию на 28 июля 2018 года
| Сезон | Клуб            | Игры | В старте | На замену | Минут | Попытки | Реализации | Штрафные | Дроп-голы | Очки | Жёлтые карточки | Красные карточки |
| ----- | --------------- | ---- | -------- | --------- | ----- | ------- | ---------- | -------- | --------- | ---- | --------------- | ---------------- |
| 2015  | Уаратаз         | 0    | 0        | 0         | 0     | 0       | 0          | 0        | 0         | 0    | 0               | 0                |
| 2016  | Мельбурн Ребелс | 5    | 0        | 5         | 105   | 0       | 0          | 0        | 0         | 0    | 0               | 0                |
| Total | Total           | 5    | 0        | 5         | 105   | 0       | 0          | 0        | 0         | 0    | 0               | 0                |